# エイドリアン・バーンサイド
エイドリアン・マーク・バーンサイド（Adrian Mark Burnside , 1977年3月15日 - ）は、オーストラリア連邦ノーザンテリトリー準州アリススプリングス出身の元プロ野球選手（投手）。
愛称は「バーニー」。

## 経歴

### プロ入りとマイナーリーグ時代
1995年にマイナー契約でプロ入りして以降、マイナーリーグでのプレーを続けた。
2004年はデトロイト・タイガースのロースターに入りスプリングトレーニングに参加するが、メジャー昇格はならなかった。8月には、アテネオリンピックにおける野球競技のオーストラリア代表に選出された。
2005年は、トロント・ブルージェイズ傘下シラキュース・スカイチーフス（AAA級）でプレーした。オフの11月には横浜ベイスターズの入団テストを受けたが、不合格に終わった。
2006年開幕前の3月には、この年から開催されるワールド・ベースボール・クラシック(WBC)のオーストラリア代表に選出された。
2007年はサンディエゴ・パドレス傘下3Aポートランドに所属し、26試合に登板した。

### 日本球界時代
2007年オフの11月には、「日豪親善 野球日本代表最終強化試合」のオーストラリア代表に選出された。ここでは、日本代表の強打者たちに対し2回を無安打5奪三振に抑える好投を見せた。
これを見た読売ジャイアンツが左の中継ぎ要員として獲得を決め、同年12月25日に入団が発表された。背番号は31。
2008年はオープン戦から先発・中継ぎ両方で起用され、まずまずの成績を収める。しかし、巨人は外国人枠がセス・グライシンガー、マーク・クルーン、アレックス・ラミレス、李承燁またはルイス・ゴンザレスで埋まるため、開幕一軍からは外れた。ところが、ゴンザレスのドーピング発覚による契約解除と李の打撃不振が重なり、5月26日に初めて一軍に昇格。同日の北海道日本ハムファイターズ戦で初登板初先発し、6回途中2失点で初勝利を挙げた。その後も、先発・中継ぎ双方で起用され活躍。シーズン後半は李の復調により出番が減ったものの、15試合で5勝3敗、防御率3.48と安定した成績を残し、再契約を勝ち取った。
2009年は、シーズン開幕前の第2回WBC代表を辞退。シーズンに専念して開幕を迎えたが、このシーズンはグライシンガー、クルーンに加え、ディッキー・ゴンザレス、ウィルフィン・オビスポの両外国人投手が戦力として台頭。投手に与えられた最大3つの外国人枠をこの4人が争う中、二軍（イースタン・リーグ）でも防御率4点台と結果を残せなかったバーンサイドは完全に競争からはじき出されて一軍登板なしに終わり、同年12月2日に戦力外通告を受けた。

### 韓国球界時代
2009年12月29日、KBO・ネクセン・ヒーローズと契約。背番号は巨人時代の「31」から「29」に変わった。
2010年は年間を通して先発ローテーションを守り、チーム最多の10勝をあげたが防御率が5.34と高かったこともあり、この年限りで退団となった。

### 台湾球界時代
2011年2月、CPBL・Lamigoモンキーズと契約を結んだ。
同年は10試合に先発し6勝3敗、防御率3.74の成績を残していたが、6月2日に解雇された。

### メキシコ球界時代
2011年シーズン途中にメキシカンリーグのミナティトラン・オイラーズと契約を結んだが、同年限りで退団した。

## プレースタイル
スリー・クォーターからの速球やスライダーなどをクロスファイヤー気味に投げ、時おり投げるチェンジアップを持ち味とする。投球の際に声を出すことが多い。
先発・中継ぎを両方こなす万能投手であり、首脳陣も起用しやすい。
球速は140km/h前後とそれほど速くないが投球フォームが独特であり、左打者には打ちにくいという印象を与えることが多い。しかし、実際は右打者の方が抑えている。
シーズン中としては異例であるが、一軍投手コーチの香田勲男から指導されスローカーブを習得。2008年8月20日のヤクルト戦（神宮球場）では、スローカーブを駆使し7回無失点で、二塁を踏ませない好投を魅せ勝利投手となる。

## 詳細情報

### 年度別投手成績
| 年 度     | 球 団     | 登 板 | 先 発 | 完 投 | 完 封 | 無 四 球 | 勝 利 | 敗 戦 | セ 丨 ブ | ホ 丨 ル ド | 勝 率 | 打 者 | 投 球 回 | 被 安 打 | 被 本 塁 打 | 与 四 球 | 敬 遠 | 与 死 球 | 奪 三 振 | 暴 投 | ボ 丨 ク | 失 点 | 自 責 点 | 防 御 率 | W H I P |
| --------- | --------- | ----- | ----- | ----- | ----- | -------- | ----- | ----- | -------- | ----------- | ----- | ----- | -------- | -------- | ----------- | -------- | ----- | -------- | -------- | ----- | -------- | ----- | -------- | -------- | ------- |
| 2008      | 巨人      | 15    | 15    | 0     | 0     | 0        | 5     | 3     | 0        | 0           | .625  | 312   | 75.0     | 67       | 7           | 18       | 0     | 9        | 47       | 2     | 5        | 33    | 29       | 3.48     | 1.13    |
| 2010      | ネクセン  | 29    | 29    | 0     | 0     | 0        | 10    | 10    | 0        | 0           | .500  | 655   | 140.0    | 150      | 16          | 82       | 0     | 18       | 98       | 8     | 1        | 91    | 83       | 5.34     | 1.66    |
| 2011      | Lamigo    | 10    | 10    | 0     | 0     | 0        | 6     | 3     | 0        | 0           | .667  | 283   | 65.0     | 73       | 3           | 14       | 0     | 4        | 31       | 0     | 1        | 32    | 27       | 3.74     | 1.34    |
| NPB：1年  | NPB：1年  | 15    | 15    | 0     | 0     | 0        | 5     | 3     | 0        | 0           | .625  | 312   | 75.0     | 67       | 7           | 18       | 0     | 9        | 47       | 2     | 5        | 33    | 29       | 3.48     | 1.13    |
| KBO：1年  | KBO：1年  | 29    | 29    | 0     | 0     | 0        | 10    | 10    | 0        | 0           | .500  | 655   | 140.0    | 150      | 16          | 82       | 0     | 18       | 98       | 8     | 1        | 91    | 83       | 5.34     | 1.66    |
| CPBL：1年 | CPBL：1年 | 10    | 10    | 0     | 0     | 0        | 6     | 3     | 0        | 0           | .667  | 283   | 65.0     | 73       | 3           | 14       | 0     | 4        | 31       | 0     | 1        | 32    | 27       | 3.74     | 1.34    |

- 各年度の太字はリーグ最高

### 記録
NPB
- 初登板・初先発・初勝利：2008年5月26日、対北海道日本ハムファイターズ2回戦（東京ドーム）、5回0/3を2失点
- 初奪三振：同上、1回表に村田和哉から
- 初安打・初打点：同上、4回裏にライアン・グリンから左前適時打

CPBL
- 初登板・初先発・初勝利：2011年3月25日、対兄弟エレファンツ1回戦、7回0/3を失点
- 初奪三振：同上、1回表に彭政閔から

### 背番号
- 31 （2008年 - 2009年）
- 29 （2010年）
- 32 （2011年）

### 代表歴
- 2004年アテネオリンピックの野球競技・オーストラリア代表
- 2006 ワールド・ベースボール・クラシック・オーストラリア代表